# Carex microptera
Carex microptera är en halvgräsart som beskrevs av Kenneth Kent Mackenzie. Carex microptera ingår i släktet starrar, och familjen halvgräs. Inga underarter finns listade i Catalogue of Life.